# Can Pahisa i Can Negre
Can Pahisa i Can Negre és una casa de Rupit i Pruit (Osona) inclosa a l'Inventari del Patrimoni Arquitectònic de Catalunya.

## Descripció
Són dues cases assentades sobre el desnivell del terreny i abrigades sota la mateixa la teulada. La façana es troba orientada a ponent on el carener és perpendicular. A la banda de llevant la casa consta d'un pis més. La casa nº 7 té el portal rectangular, amb la data 1628, una finestra amb espiera i l'ampit motllurat a nivell del primer pis i un balcó de fusta a nivell del segon. La nº 6 el portal és rectangular allindat i finestra amb espiera al primer pis i tres obertures a nivell del segon. A ambdues cases s'hi accedeix mitjançant unes escales que baixen respecte a la plaça. A migdia hi ha diverses obertures i a llevant un porxo cobert a una vessant. És construïda en pedra i morter.

## Història
Segons les dades constructives del portal les dues cases degueren construir-se vers el segle xvii, per bé que presenta diverses reformes i afegitons. Per aquella època Rupit començà a ésser un nucli important de població degut l'augment demogràfic en els punts agrícoles i també per l'establiment de Francesos durant la guerra dels Segadors (1654). Actualment són cases de segona residència o d'estiueig com moltes altres del poble.